# Ка-60
Ка-60 (В-60 или «Касатка») — проект советского/российского среднего многоцелевого военного вертолёта, предназначенного для воздушного патрулирования, ведения поисково-спасательных работ, эвакуации раненых, обучения лётного состава, перевозки и десантирования живой силы и вооружения, а также для ведения воздушной разведки и выдачи целеуказания группам ударных вертолётов на поле боя.
В дальнейшем проект получил развитие в виде гражданского многоцелевого вертолёта Ка-62, который предполагается производить на предприятиях холдинга «Вертолёты России», в том числе и для нужд Минобороны России.

## История
ОКБ им. Н. И. Камова начало разрабатывать этот вертолёт в 1984 году, когда основу парка средних военно-транспортных вертолётов ВВС и гражданской авиации составляли различные модификации Ми-8, которых к тому времени было уже немало. Несмотря на то, что данные вертолёты получили очень широкое распространение и в Вооружённых Силах, и в народном хозяйстве СССР, они были не очень рентабельными в связи с их большой для своего класса грузоподъёмностью (4 тонны). До этого перевозка большей части грузов массой примерно 2 тонны осуществлялась вертолётами Ми-4. После их снятия с производства, парки винтокрылой техники остро нуждались в вертолётах такого типа. Новый вертолёт, сначала получивший обозначение В-60, и в первую очередь предназначавшийся именно для замены Ми-4, первоначально имел традиционную для ОКБ «Камов» соосную схему. К одновинтовой схеме на В-60 разработчики вертолёта перешли с целью добиться увеличения максимальной скорости полёта при той же силовой установке.
Ещё одним назначением В-60 могло стать его использование в качестве разведывательного вертолёта-целеуказателя — носителя специализированного оптико-электронного и радиолокационного комплекса, предназначенного для ведения разведки на поле боя, выдачи целеуказания и обеспечения групповых действий ударных вертолётов Ка-50 (впоследствии данный вариант получил обозначение Ка-60Р). Однако события конца 1980-х — 1990-х годов сначала затормозили, а затем полностью остановили программу создания нового варианта вертолёта, в связи с чем в ОКБ им. Н. И. Камова было принято решение о переносе комплекса разведки и целеуказания на новую разработку — Ка-52, созданную в первой половине 1990-х годов на основе Ка-50, и которая могла быть использована не только как «командирская» машина, но и как ударный вертолёт, способный вести самостоятельные боевые действия, в том числе ночью и при сложных метеоусловиях.
В 1984 году машина получила правительственную поддержку, и тогда же были начаты работы касательно её облика. Палубный вариант В-60 (предназначавшийся для замены в ВМФ вертолёта разведки и целеуказания Ка-25РЦ, и впоследствии получивший обозначение Ка-60К) был проработан в 1988 году. В 1990-м был готов эскизный проект вертолёта В-60, получившего обозначение Ка-60.
На протяжении всего периода существования проекта Ка-60, вертолёт неоднократно подвергался доработкам, однако разработчикам так и не удалось довести до заданного уровня надёжности его трансмиссию, а также двигатели РД-600В. Летом 2010 года Министерство обороны Российской Федерации принимает решение о прекращении финансирования программы вертолёта Ка-60. Тем не менее, Минобороны России в перспективе планирует закупать «милитаризованную» версию вертолёта Ка-62 для нужд Вооружённых Сил Российской Федерации.

## Конструкция
Ка-60 — первый вертолёт ОКБ им. Камова, выполненный по одновинтовой схеме с четырёхлопастным несущим и одиннадцатилопастным рулевым (типа «фенестрон») винтами. Для вертолёта были специально спроектированы и установлены новые двигатели РД-600В производства НПО «Сатурн». Главный вертолётный редуктор и редуктор рулевого винта были разработаны и произведены «ОКБ Моторостроения» (город Воронеж). Все готовые комплектующие и системы только российского производства.
Ка-60 имеет убирающиеся шасси, и обладает специальным радиопоглощающим покрытием планера, что в первую очередь способствует снижению радиолокационной заметности вертолёта во многих диапазонах частот.
Данный тип вертолётов оборудован энергопоглощающими креслами «Памир-К», разработки НПП «Звезда», а также энергопоглощающими шасси, обеспечивающими спасение экипажа и десанта при аварийной посадке с вертикальной скоростью до 12 м/с.

## Испытания
Первый лётный экземпляр Ка-60 (бортовой № 601) строился на опытном производстве разработчика (ОАО «Камов»). Совершил свой первый полёт 10 декабря 1998 года.
Второй Ка-60 (бортовой № 602) начинал строиться на Луховицком машиностроительном заводе, входящим в состав МАПО Российской самолётостроительной корпорации «МиГ», где планировалось развернуть серийное производство вертолётов Ка-60/62. Однако, в первую очередь из-за отсутствия государственного финансирования, вертолёт там достроен не был. Его достройка и подготовка к лётным испытаниям в дальнейшем проводилась на опытном производстве ОАО «Камов». Испытания второй машины начались в 2007 году.

## Происшествия
23 июня 2010 года, в ходе контрольного облёта вертолёта после полугодового простоя, второй лётный экземпляр Ка-60 (бортовой № 602) был разрушен при аварийной посадке между городами Дзержинский и Котельники в Люберецком районе Подмосковья. Экипаж вертолёта — лётчики-испытатели ОАО «Камов» А. С. Папай и А. К. Смирнов, остались живы, однако получили множественные травмы и были эвакуированы вертолётом Ми-8 в горбольницу № 36 города Москвы.

## Варианты
- Ка-62 — гражданская модификация многоцелевого вертолёта. В 2012—2013 годах планировалось выпустить опытную партию из 4-х машин на заводе «Прогресс»[1]. Серийное производство Ка-62 и военной модификации Ка-60 планировалось начать на Улан-Удэнском авиационном заводе, в кооперации с Арсеньевским авиационным заводом «Прогресс»[10].

## Лётно-технические характеристики
Источник данных: «Ассоциация вертолётной индустрии».

Технические характеристики
- Экипаж: 1—2 человека
- Пассажировместимость: 14 десантников или 6 раненых на носилках
- Грузоподъёмность: 2000 кг
  - на внешней подвеске: 2500 кг
- Длина: 13,25 м (фюзеляжа)
- Диаметр несущего винта: 13,50 м
- Диаметр рулевого винта: 1,40 м
- Высота: 4,10 м (фюзеляжа)
- Максимальная взлётная масса: 6500 кг
- Силовая установка: 2 × ТВаД РД-600
- Мощность двигателей: 2 × 1300 л. с. (2 × 956 кВт)
- Вспомогательная силовая установка: 1 × ГТД АИ-9
- Габариты грузовой кабины: 3,30 × 1,75 × 1,30 м

Лётные характеристики
- Максимальная скорость: 300 км/ч
- Крейсерская скорость: 265 км/ч
- Практическая дальность: 700 км
- Статический потолок: 2100 м
- Динамический потолок: 5150 м

Вооружение
- Точки подвески: 3
  - 1 подфюзеляжный узел подвески системы транспортировки грузов
  - 2 узла на боковых держателях, устанавливаемых по обеим сторонам фюзеляжа

## Сравнение современных гражданских вертолётов КБ Камова
|                                           | Ка-226            | Ка-60           | Ка-62                         | Ка-32          |
| ----------------------------------------- | ----------------- | --------------- | ----------------------------- | -------------- |
| Экипаж                                    | 1-2               | 1-2             | 1-2                           | 2              |
| Пассажировместимость (чел)                | 4-7               | 14              | 15                            | 13             |
| Грузоподъёмность/ на внешней подвеске, кг | 1 000             | 2 000/2 500     | 2 200/2 500                   | 5 000          |
| Максимальная взлётная масса, кг           | 3 400             | 6 500           | 6 500/6800                    | 11 000         |
| Силовая установка                         | ГТ 2 × Arrius 2G1 | 2 × ТВаД РД-600 | 2 × ТВаД Turboméca Ardiden 3G | 2 × ТВ3-117ВМА |
| Мощность двигателей, л. с.                | 580 л. с          | 2 × 1300        | 2 × 1776 (на взлётном режиме) | 2 × 2200       |
| Крейсерская скорость, км/ч                | 195               | 265             | 290                           | 240            |
| Практическая дальность, км                | 600               | 700             | 720                           | 800            |
| Статический/Динамический потолок, м       | 4100/5700         | 2100/5150       | 3200/6100                     | 3500/6000      |

## Изображения
- Ка-60 на Международном авиационно-космическом салоне (МАКС)
- Первый лётный прототип Ка-60 на МАКС-2001.
- Первый лётный прототип Ка-60 на МАКС-2001.
- Второй лётный прототип Ка-60 на МАКС-2003.
- Второй лётный прототип Ка-60 на МАКС-2005 с образцами подвесного вооружения (слева направо): блоком Б-8В20А (20 × 80-мм НАР С-8) и контейнером УПК-23-250 (23-мм двуствольная пушка ГШ-23Л).
- Второй лётный прототип Ка-60 на МАКС-2007.
- Второй лётный прототип Ка-60 на МАКС-2009.
- Второй лётный прототип Ка-60 на МАКС-2009.
- Второй лётный прототип Ка-60 на МАКС-2009.
- Второй лётный прототип Ка-60 на МАКС-2009.
- Второй лётный прототип Ка-60 на МАКС-2009.